# Xã Boston, Quận Wayne, Indiana
Xã Boston (tiếng Anh: Boston Township) là một xã thuộc quận Wayne, tiểu bang Indiana, Hoa Kỳ. Năm 2010, dân số của xã này là 887 người.